# Nachal Bal'at
Nachal Bal'at (hebrejsky נחל בלאט) je vádí v severní části Negevské pouště, respektive v pobřežní nížině, v jižním Izraeli, poblíž pásma Gazy.
Začíná v nadmořské výšce okolo 100 metrů jihovýchodně od města Sderot. Směřuje pak k severu mírně zvlněnou krajinou, která je zemědělsky využívána. Západně od farmy Chavat Šikmim zleva ústí do toku Nachal Hoga.